# Váracska
Váracska (szlovákul: Hradec) Privigye városrésze, egykor önálló község Szlovákiában, a Trencséni kerület Privigyei járásában.

## Fekvése
Privigye központjától 3 km-re keletre, a Kis-Grics északi lábánál fekszik.

## Története
1433-ban említik először, a bajmóci, majd a privigyei uradalomhoz tartozott. A 15. század végén a német jog alapján telepítették be. 1553-ban 5 portája volt. 1675-ben 15 jobbágy és 10 zsellér háztartását 114-en lakták. 1787-ben 16 házában 161 lakos élt.
A 18. század végén Vályi András így ír róla: „HRADECZ. Tót falu Nyitra Várm. földes Ura G. Pálfy Uraság, lakosai katolikusok, fekszik Prividgyéhez nem meszsze, és annak filiája, határja is hozzá hasonlító.”
1828-ban 27 házát 186-an lakták, akik földművesek, napszámosok voltak. A 19. században sokan foglalkoztak háziiparral: mezőgazdasági eszközöket, kosarakat, papucsot készítettek.
Fényes Elek 1851-ben kiadott geográfiai szótárában így ír a faluról: „Hradecz, tót falu, Nyitra vmegyében, Bajmocz fiókja: 186 kath. lak. F. u. a nyitrai káptalan. Ut. p. Privigye.”
Borovszky Samu monográfiasorozatának Nyitra vármegyét tárgyaló része szerint: „Hrádecz, kis tót falu, Privigyétől keletre, a hradeczi erdők alatt. A községet hegyi patak szeli át. Lakosainak száma 257, vallásuk r. kath. Posta-, táviró- és vasúti állomása Privigye. 1433-ban a bajmóczi vár tartozéka volt. A községben fennálló állami elemi iskola hivatva van a lakosok magyarosodását előmozdítani. Földesurai az erdődi Pálffy grófok voltak.”
1910-ben 371 szlovák lakta. A trianoni diktátumig Nyitra vármegye Privigyei járásához tartozott.
A háború után mezőgazdasági jellegű település volt. A községet 1960-ban csatolták Privigyéhez.

## Külső hivatkozások
- Váracska Szlovákia térképén

## Lásd még
- Privigye
- Kishatár
- Nagyhatár
- Nyitranecpál